# Potok Machnáč
Potok Machnáč je přírodní památka v katastrálních územích obcí Bobot, Horňany, Motešice a Petrova Lehota v okrese Trenčín v Trenčínském kraji na Slovensku. Území bylo vyhlášeno v roce 1983 a jeho rozloha je 8,89 hektaru. Předmětem ochrany je zachovalý podhorský potok s cennými břehovými porosty.